# Vihara Dharma Bhakti
Vihara Dharma Bhakti (chinois simplifié : 金德院 ; pinyin : Jīn dé yuàn ; pe̍h-ōe-jī : Kim Tek Ie) est un klenteng, temple bouddhiste chinois, situé dans le Chinatown de Jakarta. Il date de 1650, ce qui en fait le temple chinois le plus ancien de Jakarta,.

## Histoire

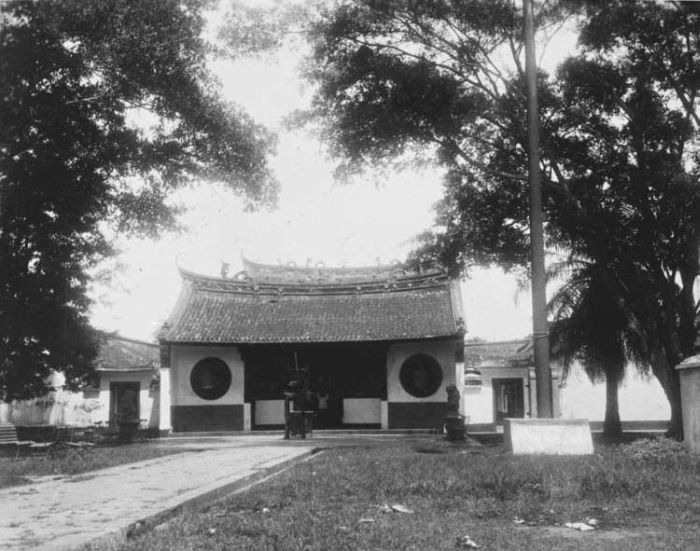
Vihara Dharma Bhakti en 1932.

Le complexe de Vihara Dharma Bhakti a été bâti en 1650 sous l'ordre du lieutenant Kwee Hoen. Le temple était alors nommé Pavillon de Guanyin en l'honneur du bodhisattva Guanyin. Le nom original, 觀音亭, se prononce Kwan Im Teng en hokkien et Guānyīn tíng en mandarin. Ce terme est lui-même l'origine du mot klenteng qui est le nom général pour désigner les lieux de cultes chinois aux Indes .
Le temple a été complètement brûlé lors du massacre de Batavia en 1740 .
Le Kong Koan, organisation chinoise créée par le gouverneur général des Indes néerlandaises Gustaaf Willem baron van Imhoff à la suite de l'incident, a restauré le temple en 1755 sous la conduite du capitaine chinois Oei Tji-lo. Le temple restauré a reçu le nom de Kim Tek Ie ou Jīn Dé Yuàn.
À la fin des Indes orientales néerlandaises, le Kong Koan a été dissout. La gestion des temples chinois en Indonésie a alors été remise à une organisation nommée Dewan Wihara Indonesia ou DEWI. À la suite de la nationalisation des noms en 1965, DEWI a recommandé le nom de Vihara Dharma Bhakti à la place de Kim Tek Ie pour le temple, dans un effort nationaliste de supprimer tous les noms d'origine étrangères d'Indonésie.
Le matin du 2 mars 2015, Vihara Dharma Bhakti a été gravement endommagé par le feu à la suite d'un accident causé par des bougies. Le toit orné et plus de 40 sculptures anciennes ont subi les assauts des flammes.

## Festival et cérémonies

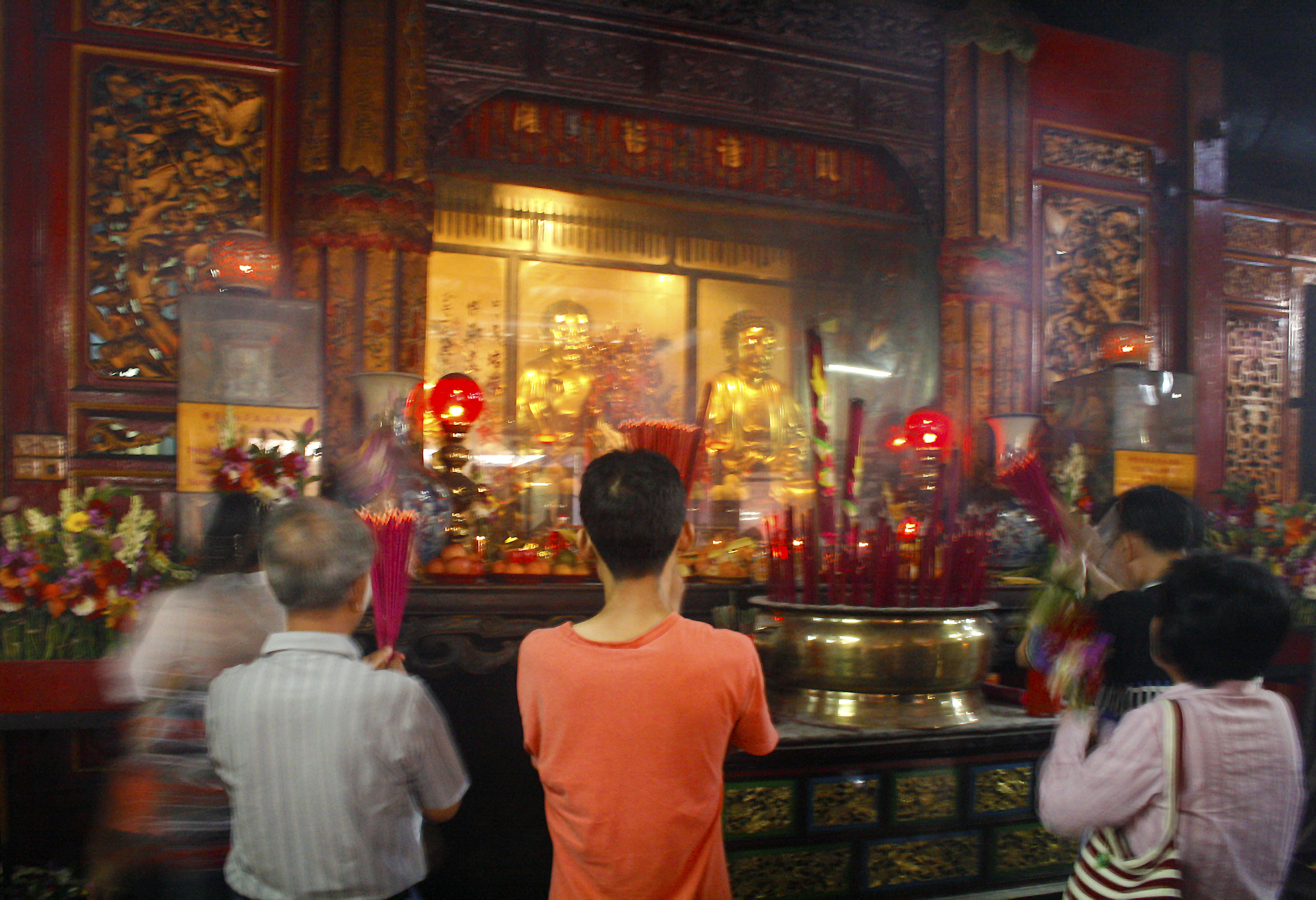
Autel principal avant l'incendie de 2015.

Vihara Dharma Bhakti est le centre de festivités chinoises de Jakarta. La fête des fantômes (Cioko) y est organisée dans la cour ainsi que la fête des lanternes (Cap go meh). Pendant la période coloniale, un opéra chinois Baba-Nyonya était joué chaque vesak, accompagné par de la musique batavienne jouée au keroncong et de jeux traditionnels,.